# 会津加纳站
會津加納站（日语：／ Aizu-kanō eki */?）曾經是一個位於福島縣耶麻郡熱鹽加納村（現喜多方市熱鹽加納町）的日本國有鐵道（國鐵）日中線鐵路車站（廢站）。在日中線廢線以前先在1984年（昭和59年）廢站。

## 相鄰車站
日本國有鐵道
日中線
上三宮－會津加納－熱鹽